# 河合村立角川小学校二ツ屋冬季分校
河合村立角川小学校二ツ屋分校（かわいそんりつ つのがわしょうがっこう　ふたつやとうきぶんこう）は、かつて岐阜県吉城郡河合村（現・飛騨市河合町）に存在した公立小学校の分校。

## 概要
- 吉城郡河合村（現・飛騨市河合町）の角川小学校の冬季分校であり、12月から翌年3月まで設置されていた。1967年時点の児童数は1名。
- 分校があった二ツ屋地区は、河合村北部の集落であり、楢峠を挟んで北は井田川（神通川水系）の支流の原山本谷、南は小鳥川（神通川水系）支流の二ツ屋川沿いの集落であった。五六豪雪後の1983年に集団離村により無人となった。

## 沿革
- 1924年（大正13年） - 二ツ屋地区に角川尋常高等小学校の冬季分校として角川尋常高等小学校二ツ屋冬季分教場として開校。
- 1941年（昭和16年）4月1日 - 角川国民学校二ツ屋冬季分教場に改称する。
- 1947年（昭和22年）4月1日 - 河合村立角川小学校二ツ屋冬季分校に改称する。
- 1951年（昭和26年） - 校舎を新築する。
- 1967年（昭和42年）3月 - 廃校。